# В'єнна (Луїзіана)
В'єнна (англ. Vienna) — місто (англ. town) в США, в окрузі Лінкольн штату Луїзіана. Населення — 483 особи (2020).

## Географія
В'єнна розташована за координатами 32°36′33″ пн. ш. 92°38′53″ зх. д. / 32.60917° пн. ш. 92.64806° зх. д. (32.609177, -92.648060).  За даними Бюро перепису населення США в 2010 році місто мало площу 8,98 км², уся площа — суходіл.

## Демографія
Згідно з переписом 2010 року, у місті мешкало 386 осіб у 146 домогосподарствах у складі 117 родин. Густота населення становила 43 особи/км².  Було 172 помешкання (19/км²).
Расовий склад населення:
| - 94,0 % — білих - 3,4 % — чорних або афроамериканців - 1,3 % — азіатів |

До двох чи більше рас належало 1,3 %. Частка іспаномовних становила 1,8 % від усіх жителів.
За віковим діапазоном населення розподілялося таким чином: 24,1 % — особи молодші 18 років, 62,2 % — особи у віці 18—64 років, 13,7 % — особи у віці 65 років та старші. Медіана віку мешканця становила 39,3 року. На 100 осіб жіночої статі у місті припадало 104,2 чоловіків;  на 100 жінок у віці від 18 років та старших — 102,1 чоловіків також старших 18 років.
Середній дохід на одне домашнє господарство  становив 80 717 доларів США (медіана — 57 031), а середній дохід на одну сім'ю — 92 985 доларів (медіана — 77 708). За межею бідності перебувало 14,0 % осіб, у тому числі 16,0 % дітей у віці до 18 років та 3,2 % осіб у віці 65 років та старших.
Цивільне працевлаштоване населення становило 235 осіб. Основні галузі зайнятості: освіта, охорона здоров'я та соціальна допомога — 34,0 %, роздрібна торгівля — 16,2 %, будівництво — 8,5 %, оптова торгівля — 5,1 %.